# Isla Honkala
La isla Honkala (66°14′S 110°37′E / -66.233, 110.617) es una isla rocosa, de 1.1 km de largo, ubicada en el lado sudeste de la isla Burnett, en las islas Swain de la Antártida. 
Fue dibujada en los mapas a partir de fotografías aéreas tomadas por la Operación Highjump de la U.S. Navy 1946–1947, y observada por el personal de la estación Wilkes que en 1957 realizó un relevamiento de las islas Swain al mando de Carl R. Eklund. Fue nombrada por Eklund en honor a Rudolf A. Honkala, jefe meteorólogo del grupo invernal de Estados Unidos del Año Geofísico Internacional en 1957 en la estación Wilkes.

## Reclamación territorial
La isla es reclamada por Australia como parte del Territorio Antártico Australiano, pero esta reclamación está sujeta a las disposiciones del Tratado Antártico.